# Koceljeva
Koceljeva (en serbe cyrillique : Коцељева) est une localité et une municipalité de Serbie situées dans le district de Mačva. Au recensement de 2011, la localité comptait 4 217 habitants et la municipalité dont elle est le centre 13 155.
Koceljeva est officiellement classée parmi les villages de Serbie.

## Géographie
La municipalité de Koceljeva est située au nord-ouest de la Serbie centrale, dans la plaine de la rivière Tamnava. Elle est entourée par le bassin de la Kolubara à l'est, par les régions de Mačva et de Pocerina à l'ouest, par la Syrmie au nord et par les monts Vlašić et Valjevo au sud, cette dernière montagne constituant l'une des avancées les plus orientales des Alpes dinariques.

## Localités de la municipalité de Koceljeva

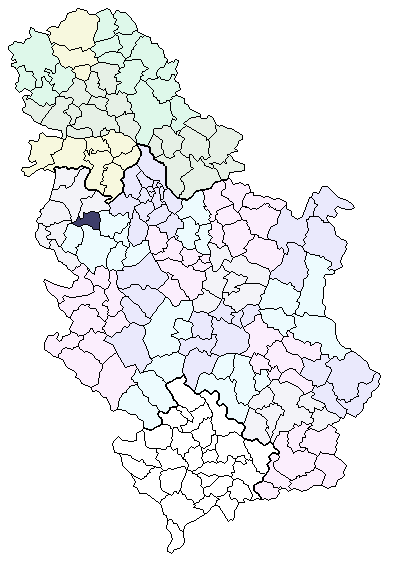
Localisation de la municipalité de Koceljeva en Serbie

La municipalité de Koceljeva compte 17 localités :
| - Batalage - Brdarica - Bresnica - Galović - Goločelo - Gradojević - Donje Crniljevo - Draginje - Družetić | - Zukve - Kamenica - Koceljeva - Ljutice - Mali Bošnjak - Svileuva - Subotica - Ćukovine |

Toutes les localités, y compris Koceljeva, sont officiellement considérées comme des « villages » (село/selo).

## Démographie

### Localité

#### Évolution historique de la population dans la localité
| 1948  | 1953  | 1961  | 1971  | 1981  | 1991  | 2002  | 2011  |
| ----- | ----- | ----- | ----- | ----- | ----- | ----- | ----- |
| 1 876 | 2 010 | 2 377 | 2 949 | 3 561 | 4 202 | 4 645 | 4 217 |

## Politique
À la suite des élections locales serbes de 2008, les 31 sièges de l'assemblée municipale de Koceljeva se répartissaient de la manière suivante :
| Parti                                                           | Sièges |
| --------------------------------------------------------------- | ------ |
| Liste Veroljub Matić                                            | 10     |
| Parti radical serbe                                             | 6      |
| Pour une Serbie européenne                                      | 5      |
| Parti démocratique de Serbie                                    | 5      |
| Parti socialiste de Serbie - Parti des retraités unis de Serbie | 4      |
| Nouveau parti démocratique des Roms                             | 1      |

Veroljub Matić, qui conduisait une liste indépendante, a été élu président (maire) de la municipalité de Koceljeva.

## Sport
Koceljeva possède un club de football, le FK Radnički Koceljeva.

## Transport
- Route nationale 21 (Serbie)